# Пушкінська народна аудиторія (Кременчук)
Пушкінська народна авдиторія — один із культурних центрів міста Кременчук (Полтавська область, Україна), створений наприкінці XIX століття. Будівля авдиторії зруйнована в 1943 році, під час Другої світової війни. Розташовувалась на Городовий вулиці (нині вулиця 29 Вересня). Нині на місці авдиторії побудована швейна фабрика.

## Історія

### Народна аудиторія в Російській імперії
У XIX столітті Кременчук був великим промисловим і культурним центром. У період правління Ізюмова Андрія Яковича (1883—1917) у місті з'явилися нові навчальні заклади, водопровід, був запущений Кременчуцький електричний трамвай, проведено електричне освітлення.

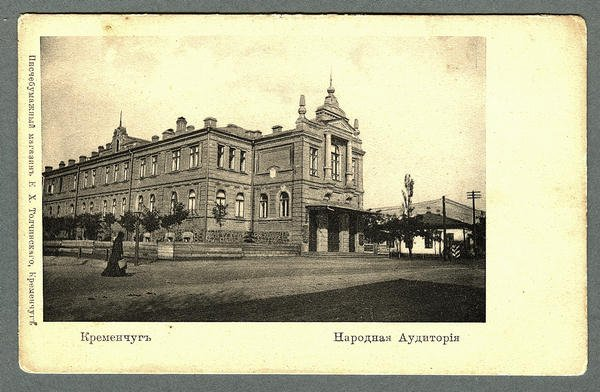
Аудиторія близько 1901 року

У цей же період на Городовий вулиці (нині вулиця 29 Вересня) була побудована Пушкінська народна аудиторія. У 1899 році вулиця, на якій розміщується аудиторія, була перейменована в Пушкінську на честь сторіччя з дня народження поета.

Подібні аудиторії (або народні доми) відкривалися в багатьох містах Російської імперії для «просвітницької та економічної допомоги народу». У приміщеннях Кременчуцької аудиторії розмістилася міська народна бібліотека, проводилися театральні вистави, концерти і художні виставки. Віталій Семенович Макаренко, брат відомого педагога Антона Семеновича Макаренка, писав:
Кременчук, незважаючи на те, що він був тільки повітовим містом, був набагато культурніше і жвавіше губернського міста Полтави. Не кажучи вже про те, що у Кременчуці був постійний театр (драматичний), театр оперети, театр мініатюри, пізніше відкрилися 4—5 шикарних кінематографа, була прекрасна нова аудиторія, — Кременчук постійно відвідували гастролери.
1905 року за революції в будівлі аудиторії виступав із закликом до боротьби проти царизму Григорій Петровський. 18 жовтня 1905 року в Кременчуці був опублікований царський маніфест, що дарує народу свободу слова, друку, зборів. У відповідь на нього в народній аудиторії зібрався мітинг, на якому була прийнята резолюція з вимогою звільнення політичних ув'язнених, а також виведення з міста козаків, які чинили насильство над жителями. Під час читання резолюції до приміщення увірвалися козаки. У результаті бійки, що зав'язалася понад 100 осіб було поранено, один убитий. Доктор С. Шарій, який очолював революційну групу «Селянський союз», зірвав зі стіни портрет імператора Миколи II і розірвав його.

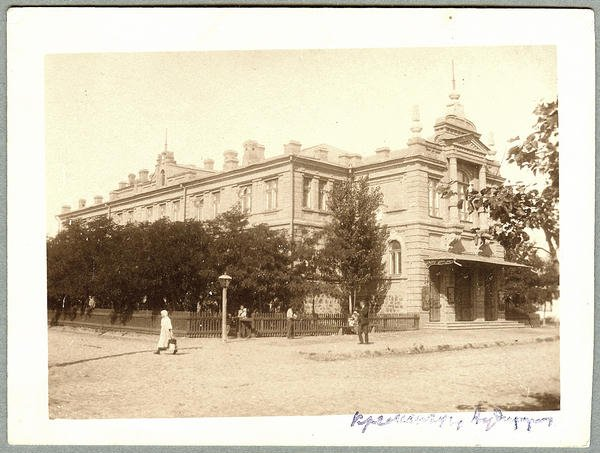
Аудиторія в період до 1917 року

Незважаючи на трагічні події, народна аудиторія залишалася одним з центрів культурного життя міста. Так, 22 жовтня 1907 року у стінах аудиторії пройшов оперний спектакль «Син мандарина» під керівництвом викладача Полтавського відділення Імператорського російського музичного товариства, Федора Левитського. 24 жовтня 1912 року в приміщеннях аудиторії виконував свої твори композитор і піаніст Сергій Васильович Рахманінов. Кременчуцька газета «Приднепровский голос» писала: «Концерт знаменитого композитора і піаніста представляє величезний інтерес і є справжнім святом для любителів музики». Після концерту та ж газета підсумувала: «Це був вечір дійсно красивого мистецтва». Окрім концертів, в аудиторії ставилися театральні постановки. Леонід Утьосов, який побував у 1912 році в Кременчуці, прокоментував наступну афішу: «…буде поставлена п'єса „Отелло“ Вільяма Шекспіра, улюбленця кременчуцької публіки».

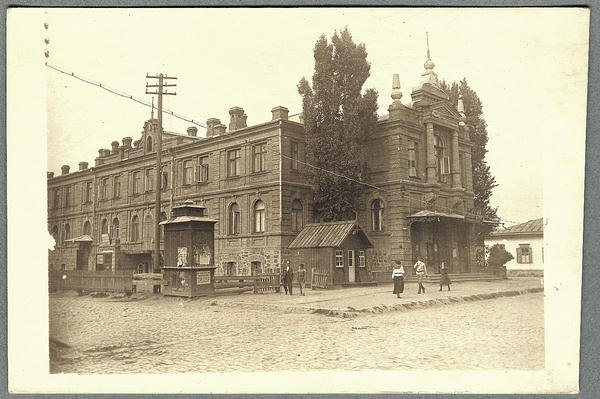
Аудиторія в період до 1917 року

У 1913 році в стінах аудиторії проводилася просвітницька виставка до дня «Білої квітки», яка була присвячена боротьбі з туберкульозом. Тоді ж в аудиторії читав свої твори поет срібного століття Ігор Сєверянін і виступав з читанням лекцій з циклу «Мистецтво наших днів» поет і прозаїк Федір Сологуб. Виступи обох поетів збирали повні аудиторії. Зупинялися Сєверянин і Сологуб у готелі «Вікторія», обідали і вечеряли в ресторані готелю «Пальміра». У той же період у Кременчуці виступав австрійський поет Райнер Марія Рільке, котрий подорожував по Російській імперії.
У Пушкінській аудиторії виконував свої твори композитор і піаніст Антон Рубінштейн, виступав російський оркестр під керуванням Василя Васильовича Андрєєва. З лекціями приїжджав академік Дмитро Яворницький, виступав Вікентій Вересаєв, автор «Записок лікаря», якими захоплювався кременчуцький хірург Оксентій Богаєвський. У 1915 році в будівлі народної аудиторії діяла міська бібліотека з безкоштовним читальним залом («безкоштовна читальня»).

### Робочий клуб і театр при СРСР
Після революції в будівлі аудиторії було відкрито робочий клуб імені Карла Маркса, при якому з 1918 року діяв спортивний гурток «Металіст». У 1920 році в аудиторії відбулося засідання Ради робітничих і селянських депутатів Кременчука. Після закінчення Радянсько-української війни колишня будівля аудиторії продовжило виконувати культурну функцію. Театр був відремонтований, у ньому давалися «концерти, лекції та балетні вечори». Йшли драматичні спектаклі молодих труп Стронського, артиста Петроградського Малого театру. У репертуарі були «Підступність і любов», «Блазень на троні», «Страта», «Тітка Чарлея», «Трільбі», «Павло I», «Кооператив ідіотів», «Віра Мірцева», «Розбійники», «Добре зшитий фрак», «Два підлітка».
У 1928 році в будівлі розміщувався робочий клуб харчовиків і деревообробників. У журналі «Прожектор» зазначалося:
|  | У літні вечори в садку біля клубу харчовиків слухають радіопередачу робочі разом зі своїми дружинами та дітьми. Радіо цікавить робітників. |

У спогадах сучасника про Кременчук 1930-х років клуб продовжує згадуватися як клуб Карла Маркса. При клубі була утворена футбольна команда.

### Друга світова війна

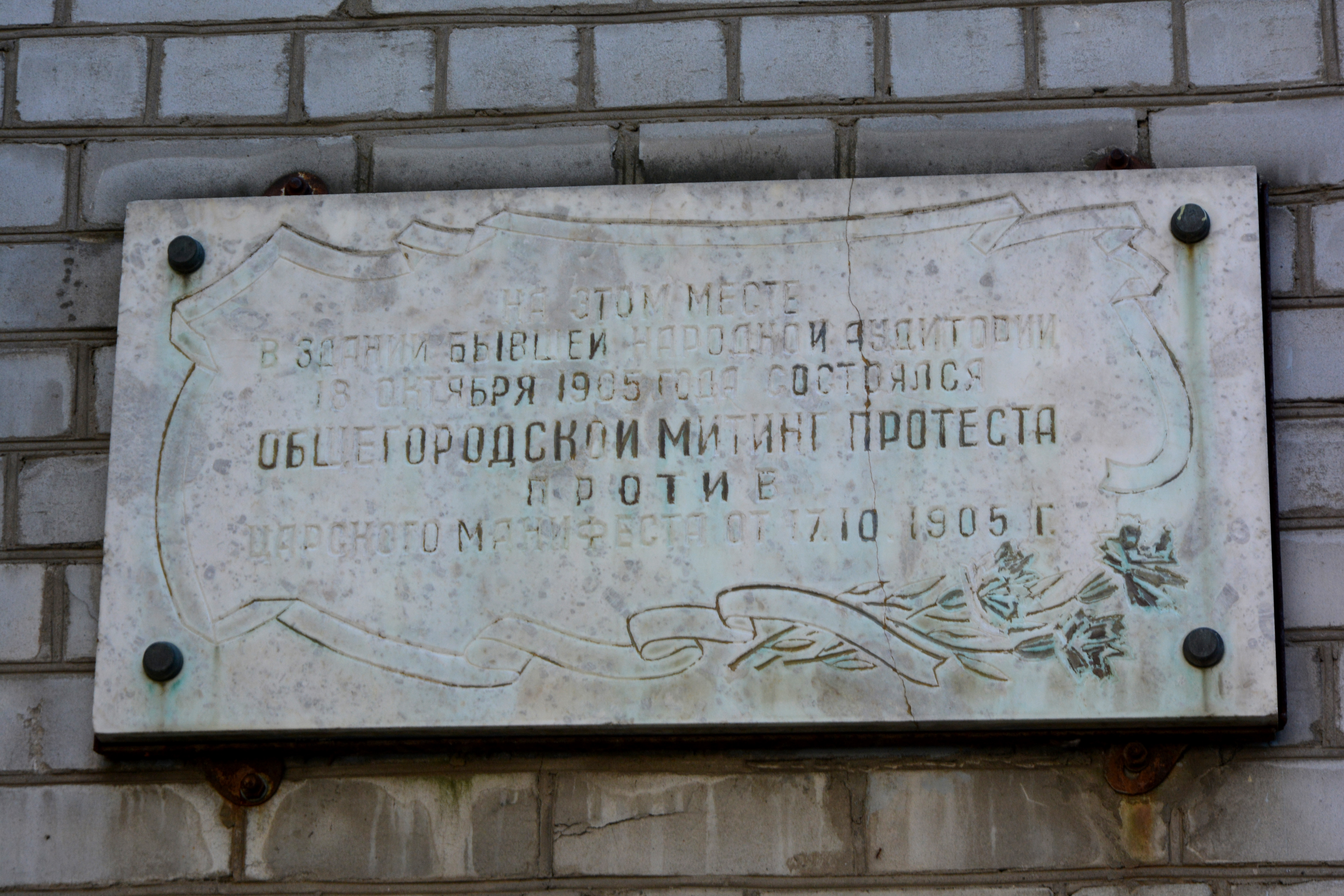
Дошка, присвячена подіям 1905 року

Під час Другої світової війни було втрачено до 97 % будівель міста. Пушкінська народна аудиторія також серйозно постраждала: будівля була практично повністю зруйновано і не підлягала відновленню. Руїни збереглися до 1975 року. Потім на їх місці була побудована швейна фабрика.
Подіям 18 жовтня 1905 року, що сталися в стінах аудиторії, присвячена встановлена на будівлі фабрики пам'ятна дошка.